# Kesave, Koppa
Kesave là một làng thuộc tehsil Koppa, huyện Chikmagalur, bang Karnataka, Ấn Độ.